# Вількніти
Вількніти (пол. Wilknity, нім. Wilknitt) — село в Польщі, у гміні Лельково Браневського повіту Вармінсько-Мазурського воєводства.
Населення — 100 осіб (2011).
У 1975-1998 роках село належало до Ельблонзького воєводства.

## Демографія
Демографічна структура станом на 31 березня 2011 року:
|          | Загалом | Допрацездатний вік | Працездатний вік | Постпрацездатний вік |
| -------- | ------- | ------------------ | ---------------- | -------------------- |
| Чоловіки | 46      | 9                  | 35               | 2                    |
| Жінки    | 54      | 13                 | 30               | 11                   |
| Разом    | 100     | 22                 | 65               | 13                   |